# Superunknown
Superunknown – czwarty pełny album amerykańskiej grupy rockowej Soundgarden, wydany w 1994 roku.
W tym samym roku na liście Billboard Top 200 zajął 1. miejsce. Soundgarden przystąpił do prac nad albumem, w połowie 1993 roku, po trasie promującej poprzednie wydawnictwo, Badmotorfinger. Album okazał się ogromnym sukcesem i do dziś pięciokrotnie pokrył się platyną. Płytę promowało pięć singli: Spoonman, Black Hole Sun, Fell on Black Days, My Wave i The Day I Tried to Live, a dwa pierwsze z nich otrzymały nagrody Grammy. W 1995 roku, płyta Superunknown zdobyła nagrodę Grammy we kategorii "Best Rock Album". W 2003 album został sklasyfikowany na 336. miejscu listy 500 albumów wszech czasów magazynu Rolling Stone.
Największym przebojem albumu okazał się drugi singel promujący płytę, Black Hole Sun, który nawiązuje w warstwie melodycznej do dokonań Beatlesów. Utwór ten, któremu towarzyszy surrealistyczny teledysk, uważany jest za najpopularniejszy utwór grupy. Na Superunknown znalazło się również kilka piosenek odznaczających się psychodelicznym charakterem (Fell On Black Days), czy odwołaniami do muzyki wschodu (Half), te jednak tradycyjnie nie zostały uwzględnione w promocji.
Tytuł albumu powstał przez przypadek, gdy Chris Cornell przeczytał tytuł filmu Superclown jako Superunknown i stwierdził, że to świetna nazwa. Tytuł jednego z utworów - "Spoonman" wymyślił basista Pearl Jam, Jeff Ament.

## Nagranie
Sesja nagraniowa trwała między lipcem a wrześniem 1993 roku w Bad Animals Studio w Seattle, z nowym producentem, Michaelem Beinhornem. W kwestii zmiany producenta, wypowiedział się Kim Thayil:
"Pomyśleliśmy, że czas na zmianę"
Soundgarden rozpoczął prace nad albumem, po zakończeniu festiwalu Lollapalooza w 1992 roku. Muzycy pracowali indywidualnie, we własnym zakresie, następnie przedstawiali efekty swoich prac pozostałym członkom zespołu." Chris Cornell powiedział, iż "zespół pozwolił sobie na więcej luzu i swobody podczas prac nad albumem", zaś Kim Thayil stwierdził iż "zespół poświęcił sesji nagraniowej zdecydowanie więcej czasu niż na poprzednich wydawnictwach"
Partie basowe i perkusji, były odgrywane na samym początku, dopiero później Cornell i Thayil dogrywali swoje partie.
Cornell powiedział, że to głównie zasługa Beinhorna, dzięki któremu zespół bardziej przyłożył się do pracy nad płytą i spędzał więcej czasu w studiu. Dzięki wiedzy producenta, zespół zaczął eksperymentować z dźwiękiem, brzmieniem gitar czy perkusji, a także z wykorzystaniem nowoczesnych technik nagraniowych, takich jak warstwowanie dźwięku w wyniku rozbudowania kompozycji. W połowie sesji nagraniowej, zespół wyruszył w trasę z Neilem Youngiem po Stanach Zjednoczonych. Wówczas mieli już kilka gotowych utworów (m.in. Spoonman, Fell on black days, Mailman), które mogli zaprezentować na żywo.

## Muzyka i teksty
Zespół połączył ciężar i punkową energie, znaną z poprzednich płyt, dodając do tego sporo nowych elementów, takich jak melodyjność utworów. Zespół na tej płycie pokazał, iż ich styl rozwija się bardzo prężnie i dynamicznie. Cornell wówczas chciał stworzyć album bardziej przebojowy, niż poprzednie wydawnictwa, który dotarłby do większej liczby odbiorców. Utwory są bardzo różnorodne, przewijają się m.in. Indyjskie motywy w utworze "Half" który jest pierwszym w dyskografii zespołu, w którym główną partie wokalną zaśpiewał Ben Shepherd, nawiązania do twórczości The Beatles w utworach "Head Down" i "Black Hole Sun", a także ciężkie piosenki, jak oparty na wręcz thrash metalowym riffie "4th of July".
Liryki na "Superunkown" są pełne mroku, osobistych doświadczeń i spostrzeżeń Chrisa Cornella. Teksty często nawiązują do depresji, uzależnień, samobójstwa. Wokalista przyznał, iż w tamtym okresie często zaczytywał się w twórczości Sylvii Plath.
W sesji nagraniowej, wziął udział tajemniczy uliczny artysta, grający na łyżkach. Wystąpił w utworze Spoonman, który najprościej można przetłumaczyć na "Człowiek-łyżka". Tytuł piosenki zaproponował basista Pearl Jam – Jeff Ament, zainspirowany owym ulicznym artystą, podczas prac na planie filmu Singles w 1992.

## Wydanie i odbiór
Superunknown został wydany 8 marca 1994 roku. Poprzedzony został singlem Spoonman. Album zadebiutował na 1 miejscu, na liście Billboard 200. "Superunknown" pokrył się do tej pory pięciokrotną platyną w Stanach Zjednoczonych, trzykrotnie w Kanadzie, a także zdobyła status złotej płyty w Wielkiej Brytanii, Szwecji oraz Holandii. Płyta zdobyła spore uznanie krytyków i recenzentów, którzy zachwalali jej świeżość. Steve Huey z AllMusic przyznał płycie 5 gwiazdek (na pięć) uzasadniając swoją decyzje: "Superunknown został zaprojektowany jako arcydzieło i spełnia wszystkie jego wymogi".
Płytę promowały single Spoonman, Black Hole Sun, Fell on Black Days, My Wave i The Day i Tried to Live, do każdego z nich nakręcono teledysk. Wszystkie single zostały odnotowane w zestawieniach "Mainstream Rock" i "Modern Rock Charts". Singel "Black Hole Sun", który ukazał się w maju 1994 roku, stał się największym przebojem grupy, dzięki któremu była rozpoznawana w każdym zakątku świata. Surrealistyczny teledysk, stał się hitem w MTV. Ów teledysk, otrzymał w 1994 roku nagrodę w kategorii "Best Metal / Hard Rock Video" na MTV Video Music Awards. W 1995 roku na ceremonii Grammy Awards, Soundgarden zdobył dwie nagrody: "Black Hole Sun" otrzymał nagrodę za Best Hard Rock Performance, zaś Spoonman nagrodę w kategorii "Best Metal Performance". "Black Hole Sun" otrzymała również nominację do "Best Rock Song".

## Trasa koncertowa
Zespół na początku 1994 roku, wyruszył z promocją do Australii i Japonii. W marcu 1994 roku, zespół przyleciał do Europy, zaś w maju powrócili do USA, jednak nie wszystko szło zgodnie z planem. Lekarze zalecili Chrisowi Cornellowi odpoczynek od śpiewu, niezastosowanie się do tego groziło wokaliście całkowitą utratą głosu. Zespół musiał odwołać wszystkie zapowiedziane koncerty, w drugiej połowie 1994 roku. W 1995 roku, zespół nadrobił zaległości.

## Lista utworów
| Nr  |  | Tytuł                     | Tekst         | Muzyka                    | Długość |
| --- |  | ------------------------- | ------------- | ------------------------- | ------- |
| 1.  |  | "Let Me Drown"            | Chris Cornell | Chris Cornell             | 3:52    |
| 2.  |  | "My Wave"                 | Chris Cornell | Kim Thayil, Cornell       | 5:12    |
| 3.  |  | "Fell on Black Days"      | Chris Cornell | Chris Cornell             | 4:42    |
| 4.  |  | "Mailman"                 | Chris Cornell | Matt Cameron              | 4:25    |
| 5.  |  | "Superunknown"            | Chris Cornell | Chris Cornell, Kim Thayil | 5:06    |
| 6.  |  | "Head Down"               | Ben Shepherd  | Ben Shepherd              | 6:10    |
| 7.  |  | "Black Hole Sun"          | Chris Cornell | Chris Cornell             | 5:17    |
| 8.  |  | "Spoonman"                | Chris Cornell | Chris Cornell             | 4:09    |
| 9.  |  | "Limo Wreck"              | Chris Cornell | Kim Thayil, Matt Cameron  | 5:48    |
| 10. |  | "The Day I Tried to Live" | Chris Cornell | Chris Cornell             | 5:19    |
| 11. |  | "Kickstand"               | Chris Cornell | Kim Thayil                | 1:34    |
| 12. |  | "Fresh Tendrils"          | Chris Cornell | Matt Cameron              | 4:16    |
| 13. |  | "4th of July"             | Chris Cornell | Chris Cornell             | 5:08    |
| 14. |  | "Half"                    | Ben Shepherd  | Ben Shepherd              | 2:14    |
| 15. |  | "Like Suicide"            | Chris Cornell | Chris Cornell             | 7:01    |

## Twórcy

### Soundgarden
- Chris Cornell – wokal prowadzący, gitara
- Kim Thayil – gitara
- Ben Shepherd – gitara basowa, perkusja w "Head Down", wokal wspierający w "Spoonman", wokal prowadzący i gitara w "Half"
- Matt Cameron – perkusja, melotron w "Mailman", łyżki w "Spoonman", wokal wspierający

### Dodatkowi muzycy/produkcja
- April Acevez – altówka na "Half"
- Artis the Spoonman – łyżki na "Spoonman"
- Justine Foy – wiolonczela na "Half"
- Michael Beinhorn – fortepian na "Let Me Drown", produkcja
- Natasha Shneider – klawinet na "Fresh Tendrils"
- David Collins – mastering
- Jason Corsaro – inżynier dźwięku
- Justine Foy – wiolonczela na "Half"
- Adam Kasper – asystent inżyniera
- Kelk – projekt okładki
- Gregg Keplinger – perkusja na "Head Down", asystent studyjny
- Tony Messina – asystent studyjny
- Brendan O’Brien – miksowanie
- Reyzart – layout
- Soundgarden – produkcja
- Kevin Westenberg – zdjęcie zespołu

## Single
1. Black Hole Sun (1994)
2. Fell on Black Days (1994)
3. My Wave (1994)
4. Spoonman (1994)
5. The Day I Tried to Live (1995)
6. Superunknown (1995)

## Pozycje na listach przebojów

### Album
| Zestawienie (1994)       | Pozycja |
| ------------------------ | ------- |
| US Billboard 200         | 1       |
| Australian Albums Chart  | 1       |
| New Zealand Albums Chart | 1       |
| Canadian Albums Chart    | 2       |
| Swedish Albums Chart     | 3       |
| UK Albums Chart          | 4       |
| Norwegian Albums Chart   | 5       |
| Swiss Albums Chart       | 9       |
| Dutch Albums Chart       | 11      |
| German Albums Chart      | 13      |
| Austrian Albums Chart    | 19      |
| Hungarian Albums Chart   | 30      |

### Single
| 1994                                         | "Spoonman"                | 3  | 9  | 23 | 12 | —  | —  | 23 | 37 | 10 | 37 | 20 |
| 1994                                         | "The Day I Tried to Live" | 13 | 25 | —  | —  | —  | —  | —  | —  | —  | —  | 42 |
| 1994                                         | "Black Hole Sun"          | 1  | 2  | 6  | 5  | 10 | 26 | 7  | 25 | 22 | 19 | 12 |
| 1994                                         | "My Wave"                 | 11 | 18 | 50 | 66 | —  | —  | —  | —  | 46 | —  | —  |
| 1994                                         | "Fell on Black Days"      | 4  | 13 | —  | 66 | —  | —  | 14 | 45 | —  | —  | 24 |
| "—" oznacza iż singel nie został odnotowany. |                           |    |    |    |    |    |    |    |    |    |    |    |